# Tuna Dwek
Fortuna Dwek, detta Tuna (San Paolo, 20 agosto 1957), è un'attrice, traduttrice e scrittrice brasiliana.

## Biografia
Figlia di una coppia siriana, Tuna Dwek ha studiato in un liceo francofono, dove ha imparato anche inglese, spagnolo e italiano: diplomatasi nel 1976, ha vissuto per due anni in Europa, dopodiché è tornata in Brasile dove si è iscritta alla Pontifícia Universidade Católica di San Paolo. Conseguita la laurea in Scienze Sociali, si è poi perfezionata in Francia presso l'Institut d´Études du Développement Économique et Social della Sorbona.
Nel 1988 ha intrapreso la carriera di attrice, che concilia tuttora con le sue attività di sociologa, interprete e traduttrice in cinque lingue, ovvero francese, inglese, italiano, spagnolo e portoghese.
In teatro ha lavorato con Jorge Takla, Odavias Petti, Iacov Hillel, Ruy Cortez, Augusto Francisco, Francisco Medeiros, Marcio Aurelio, Yara de Novaes, mentre al cinema è stata diretta, tra gli altri, da Gabriel Mascaro, Hector Babenco, Juliana Rojas e Marco Dutra. Ha inoltre recitato in tv prendendo parte a diverse telenovelas, come L'amore vero non si compra (dove ha dato volto a una ragazza argentina poliglotta), e alla serie Il Prescelto.
Tuna Dwek ha fatto da interprete per Luciano Pavarotti, Isabelle Huppert, Catherine Deneuve, Fanny Ardant, Michel Piccoli, Peter Brook, Roman Polanski, Patrice Chéreau, Hanna Schygulla, Ornella Vanoni, Franco Nero, Vanessa Redgrave, Gian Maria Volonté e tanti altri personaggi dello spettacolo. 
Ha pubblicato alcune biografie, tutte incentrate su celebrità brasiliane.
Nel 2011 il governo francese le ha conferito il titolo di Chevalier des Arts et des Lettres..
Nel 2014 è stata premiata al Los Angeles Brazilian Film Festival per il ruolo svolto nella pellicola A Grande Vitória. 

## Opere letterarie
- Alcides Nogueira: alma de cetim (2004)
- Maria Adelaide Amaral: a emoção libertária (2005)
- Denise Del Vecchio: memorias da lua (2021)